# Ledce – hájovna
Přírodní památka Ledce – hájovna byla vyhlášena 23. července 2012.
Území se nachází ve Středočeském kraji, v okrese Mladá Boleslav, v obci Ledce. Území je též stejnojmennou evropsky významnou lokalitou CZ0213611.

## Důvod ochrany
Důvodem ochrany je kriticky ohrožený netopýr velký (Myotis myotis), jehož letní kolonie se vyskytuje v půdních prostorech místní hájovny.